# Ebe Bedrune
Ebe Bedrune (Rosario, 27 de junio de 1924 - Rosario, 8 de enero de 1996), cuyo nombre completo era Ebe Nelly Olga Bedrune y a quien se apodaba "La Mujer Tango" y "La Dama Blanca", fue una pianista y directora de orquesta argentina dedicada al género del tango.

## Actividad profesional
Se graduó como maestra normal en el Colegio Normal N.º 2 y como profesora de música en el Conservatorio Liszt, ambos de la ciudad de Rosario. Profundizó sus estudios musicales en el folklore nativo, trabajó como profesora de música en la Escuela Manuel Belgrano, de la misma ciudad y se dedicó a la música de Buenos Aires como lo hacía su padre, el compositor, director de orquesta y bandoneonista rosarino de prolongada trayectoria Abel Bedrune. Desde los 20 años actuó ante el público –primero reemplazando a su padre cuando estuvo enfermo y después con su propio conjunto; era alta, lleva melena rubia ondulada, vestía con un frac blanco y dirigía con gestos enérgicos llegando a tener bajo su batuta a una orquesta de dieciséis ejecutantes. Su tango estaba algo renovado de su concepción original y por eso lo definía como tango cuadrado por ser una renovación de un ritmo viejo, que recordaba al canyengue. Al respecto decía:

«Para mí, el tango es ese ritmo. Si se le quita ese corte brusco, afirmativo, ese ritmo sobrio y elocuente a la vez, el tango deja de ser tango y es una droga…»

Su debut supliendo a su padre fue en la Exposición Industrial de Rosario y después realizó, con gran éxito, el espectáculo llamado El Tango en sus Tres Épocas en el Teatro Colón de la misma ciudad. En 1942 se presentó al frente de su orquesta de 20 profesores auspiciada por la Municipalidad de Rosario en un espectáculo de baile popular en el Parque Independencia. Más adelante también actuó en Buenos Aires, llevando como pianista de su orquesta al también compositor Manuel Sucher y, en algún momento, tuvo en el mismo puesto a Osvaldo Berlingieri. Un ejemplo de la línea estilística de sus bandoneonistas es Tomás Giannini. Que estuvo en su orquesta durante un año y medio a partir del 1 de enero de 1950. En 1943 Ebe Bedrune dirigió por poco tiempo la orquesta de  Juan Carlos Cobián gracias a lo cual fue contratada para dirigir en un dancing porteño. Otros lugares de actuación fueron Radio Splendid y la Confitería Grand Sud de Lanús. En una gira que realizó en 1950 sus músicos fueron los bandoneonistas Tomás Giannini Miguel Carrasco, José A. Cappiti y Maldonado, el pianista José Simarro, los violinistas Arnik y Luis Kramer y el bajista Luis Dimas.
Como compositora se recuerdan sus tangos Muchachita rubia con Alfredo Orlando Cordisco y Ya se viene el chaparrón.
Falleció el 8 de enero de 1996.